# Die 300 Reichsten in der Schweiz und Liechtenstein
Die 300 Reichsten ist eine alljährliche Rubrik des Schweizer Wirtschaftsmagazins Bilanz. Sie besteht aus einer Rangliste der nach geschätztem Vermögen reichsten Einzelpersonen und Familien mit Wohnsitz in der Schweiz und Liechtenstein.

## Die 300 Reichsten 2024 (Ausschnitt)
| Rang | Name                         | Branche                                    | Vermögen in Mrd. CHF |
| ---- | ---------------------------- | ------------------------------------------ | -------------------- |
| 01   | Gérard Wertheimer            | Luxusgüter, Mode, Immobilien, Wein         | 37–38                |
| 02   | Hoffmann, Oeri und Duschmalé | Pharma                                     | 28–29                |
| 03   | Klaus-Michael Kühne          | Transport, Hotels                          | 27–28                |
| 04   | Familie Safra                | Bank, Beteiligungen, Immobilien            | 22–23                |
| 05   | Familie Aponte               | Schifffahrt, Kliniken                      | 20–21                |
| 06   | Familie Lemann               | Bier, Fast-Food-Beteiligungen              | 17–18                |
| 07   | Andrey Melnichenko           | Chemie, Dünger, Kohle                      | 17–18                |
| 08   | Familie Bertarelli           | Beteiligungen, Pharma, Biotech, Immobilien | 16–17                |
| 09   | Familie Blocher              | Chemie, Kunststoff, Süsswaren, Medien      | 15–16                |
| 010  | Familie Firmenich            | Aromen, Parfums, Chemie                    | 14–15                |

Anmerkung: Referenz

## Die 300 Reichsten 2023 (Ausschnitt)
| Rang | Name                       | Branche                                    | Vermögen in Mrd. CHF |
| ---- | -------------------------- | ------------------------------------------ | -------------------- |
| 01   | Gérard Wertheimer          | Luxusgüter, Mode, Immobilien, Wein         | 41,5                 |
| 02   | Familien Hoffmann und Oeri | Pharma                                     | 26,5                 |
| 03   | Klaus-Michael Kühne        | Logistik                                   | 24,5                 |
| 04   | Familie Safra              | Bank, Beteiligungen, Immobilien            | 22,5                 |
| 05   | Gianluigi Aponte           | Reederei                                   | 18,5                 |
| 06   | Familie Bertarelli         | Beteiligungen, Pharma, Biotech, Immobilien | 16,5                 |
| 07   | Andrey Melnichenko         | Chemie, Dünger, Kohle, Beteiligungen       | 16,5                 |
| 08   | Jorge Lemann               | Bier, Fast-Food-Beteiligungen              | 15,5                 |
| 09   | Familie Blocher            | Chemie                                     | 14,5                 |
| 010  | Gebrüder Kamprad           | Möbel, Immobilien                          | 13,5                 |

Anmerkung: Referenz

## Die 300 Reichsten 2021 (Ausschnitt)
| Rang | Name                        | Branche                                    | Vermögen in Mrd. CHF |
| ---- | --------------------------- | ------------------------------------------ | -------------------- |
| 01   | Gebrüder Kamprad            | Möbel, Immobilien                          | 55 bis 56            |
| 02   | Familien Hoffmann und Oeri  | Pharma                                     | 34,5                 |
| 03   | Klaus-Michael Kühne         | Logistik                                   | 30                   |
| 04   | Gérard Wertheimer           | Luxusgüter, Mode, Immobilien               | 30                   |
| 05   | Familie Safra               | Bank, Beteiligungen, Immobilien            | 23                   |
| 06   | Gennadi Timtschenko         | Energiehandel, Beteiligungen               | 21                   |
| 07   | Familie Blocher             | Chemie                                     | 20                   |
| 08   | Jorge Lemann                | Bier, Fast-Food-Beteiligungen              | 18                   |
| 09   | Familien Schindler, Bonnard | Aufzüge, Fahrtreppen                       | 17                   |
| 010  | Familie Bertarelli          | Beteiligungen, Pharma, Biotech, Immobilien | 16                   |

Anmerkung: Referenz

## Die 300 Reichsten 2020 (Ausschnitt)
| Rang | Name                          | Branche                                    | Vermögen in Mrd. CHF |
| ---- | ----------------------------- | ------------------------------------------ | -------------------- |
| 01   | Gebrüder Kamprad              | Möbel, Immobilien                          | 55,5                 |
| 02   | Familien Hoffmann und Oeri    | Pharma                                     | 29,5                 |
| 03   | Gérard Wertheimer             | Luxusgüter, Mode, Immobilien               | 25,5                 |
| 04   | Familie Safra                 | Bank, Beteiligungen, Immobilien,           | 21,5                 |
| 05   | Familie Blocher               | Chemie                                     | 15,5                 |
| 06   | Jorge Lemann                  | Bier, Fast-Food-Beteiligungen              | 15,5                 |
| 07   | Familie Bertarelli            | Beteiligungen, Pharma, Biotech, Immobilien | 14,5                 |
| 08   | Andrey Melnichenko            | Industriebeteiligungen                     | 14,5                 |
| 09   | Familien Schindler, Bonnard   | Aufzüge, Fahrtreppen                       | 14,5                 |
| 010  | Charlene de Carvalho-Heineken | Brauereien                                 | 13,5                 |

Anmerkung: Referenz

## Die 300 Reichsten 2018 (Ausschnitt)
| Rang | Name                          | Branche                                           | Vermögen in Mrd. CHF |
| ---- | ----------------------------- | ------------------------------------------------- | -------------------- |
| 01   | Familie Kamprad               | Möbel, Immobilien                                 | 50 – 51              |
| 02   | Familien Hoffmann und Oeri    | Pharma                                            | 25 – 26              |
| 03   | Jorge Lemann                  | Bier, Fast-Food-Beteiligungen                     | 21 – 22              |
| 04   | Familie Safra                 | Bank, Beteiligungen, Immobilien                   | 19 – 20              |
| 05   | Gérard Wertheimer             | Luxusgüter, Mode, Immobilien                      | 18 – 19              |
| 06   | Familie Brenninkmeijer        | Textilhandel, Immobilien, Beteiligungen           | 15 – 16              |
| 07   | Familie Bertarelli            | Beteiligungen, Pharma, Biotech, Immobilien        | 13 – 14              |
| 08   | Charlene de Carvalho-Heineken | Brauereien                                        | 13 – 14              |
| 09   | Familie Jacobs                | Schokolade, Bildung, Zahnarztkette, Beteiligungen | 12 – 13              |
| 010  | Familien Schindler, Bonnard   | Aufzüge, Fahrtreppen                              | 12 – 13              |

Anmerkung: Referenzen

## Die 300 Reichsten 2013 (Ausschnitt)
| Rang | Name                                     | Branche                                   | Vermögen in Mrd. CHF |
| ---- | ---------------------------------------- | ----------------------------------------- | -------------------- |
| 01   | Familie Kamprad                          | Möbel, Immobilien, Finanzdienstleistungen | 41.5                 |
| 02   | Familien Hoffmann und Oeri               | Pharma                                    | 22.5                 |
| 03   | Jorge Lemann                             | Bier, Fast Food, Beteiligungen            | 20.5                 |
| 04   | Familie Brenninkmeijer                   | Textilhandel, Immobilien, Energie         | 14.5                 |
| 05   | Viktor Vekselberg                        | Beteiligungen                             | 12.5                 |
| 06   | Familie Bertarelli                       | Beteiligungen                             | 11.5                 |
| 07   | Hansjörg Wyss                            | Medizinaltechnik                          | 11.5                 |
| 08   | Gennadi Timtschenko                      | Energiehandel, Beteiligungen              | 9.5                  |
| 09   | Klaus-Michael Kühne                      | Logistik                                  | 7.5                  |
| 010  | Fürst Hans-Adam von und zu Liechtenstein | Bank, Beteiligungen, Immobilien, Kunst    | 7.5                  |
| 011  | Erben Haefner                            | Autohandel, Software, Pferdezucht         | 7.5                  |
| 012  | Familie Landolt                          | Beteiligungen, Hotels                     | 7.5                  |

Anmerkung: Referenz

## Die 300 Reichsten 2012 (Ausschnitt)
| Rang | Name                                     | Branche                                        | Vermögen in Mrd. CHF |
| ---- | ---------------------------------------- | ---------------------------------------------- | -------------------- |
| 01   | Ingvar Kamprad                           | Möbel, Finanzdienstleistungen                  | 38.5                 |
| 02   | Jorge Lemann                             | Bier, Fast Food, Beteiligungen                 | 17.5                 |
| 03   | Familien Hoffmann und Oeri               | Pharma                                         | 16.5                 |
| 04   | Viktor Vekselberg                        | Beteiligungen                                  | 14.5                 |
| 05   | Familie Brenninkmeijer                   | Textilhandel, Immobilien, erneuerbare Energien | 12.5                 |
| 06   | Familie Bertarelli                       | Beteiligungen                                  | 10.5                 |
| 07   | Hansjörg Wyss                            | Medizinaltechnik                               | 9.5                  |
| 08   | Fürst Hans-Adam von und zu Liechtenstein | Bank, Beteiligungen, Immobilien, Kunst         | 7.5                  |
| 09   | Gennadi Timtschenko                      | Energiehandel, Beteiligungen                   | 7.5                  |
| 010  | Erben Haefner                            | Autohandel, Software, Pferdezucht              | 6.5                  |
| 011  | Landolt-Sandoz, Familie                  | Beteiligungen, Hotels                          | 6.5                  |
| 012  | Charlene de Carvalho-Heineken            | Brauereien                                     | 6.5                  |

Anmerkung: Referenz

## Die 300 Reichsten 2011 (Ausschnitt)
Das US-Magazin «Forbes» wies im Report «The World’s Billionaires 2011» weltweit 1210 Reichste mit mindestens einer Milliarde Dollar Vermögen. In der Schweiz wohnhaft waren davon 121. Jeder zehnte Milliardär der Welt wohnte 2011 in der Schweiz, womit die Schweiz die höchste Milliardärsdichte aufwies. Schweizer Staatsbürger waren davon 44.
| Rang | Name                                     | Branche                                | Vermögen in Mrd. CHF |
| ---- | ---------------------------------------- | -------------------------------------- | -------------------- |
| 01   | Ingvar Kamprad                           | Möbel, Finanzdienstleistungen          | 35.5                 |
| 02   | Familien Hoffmann und Oeri               | Pharma                                 | 13.5                 |
| 03   | Familie Brenninkmeijer                   | Textilhandel, Immobilien, Energie      | 12.5                 |
| 04   | Viktor Vekselberg                        | Beteiligungen                          | 10.5                 |
| 05   | Familie Bertarelli                       | Beteiligungen                          | 9.5                  |
| 06   | Hansjörg Wyss                            | Medizinaltechnik                       | 9.5                  |
| 07   | Jorge Lemann                             | Beteiligungen                          | 8.5                  |
| 08   | Walter Haefner                           | Autohandel, Software                   | 6.5                  |
| 09   | Fürst Hans-Adam von und zu Liechtenstein | Bank, Beteiligungen, Immobilien, Kunst | 6.5                  |
| 010  | Klaus-Michael Kühne                      | Logistik                               | 6.5                  |
| 011  | Ivan Glasenberg                          | Rohstoffhandel und Gewinnung           | 6.5                  |
| 012  | Landolt-Sandoz, Familie                  | Beteiligungen, Hotels                  | 5.5                  |

## Die 300 Reichsten 2010 (Ausschnitt)
| Rang | Name                                     | Branche                                | Vermögen in Mrd. CHF |
| ---- | ---------------------------------------- | -------------------------------------- | -------------------- |
| 01   | Ingvar Kamprad                           | Möbel, Finanzdienstleistungen          | 38.5                 |
| 02   | Familien Hoffmann und Oeri               | Pharma                                 | 13.5                 |
| 03   | Familie Brenninkmeijer                   | Textilhandel, Immobilien, Energie      | 12.5                 |
| 04   | Familie Bertarelli                       | Beteiligungen                          | 10.5                 |
| 05   | Blocher, Familie                         | Beteiligungen                          | 9.5                  |
| 06   | Klaus-Michael Kühne                      | Logistik                               | 7.5                  |
| 07   | Dmitry Rybolovlev                        | Düngemittel                            | 7.5                  |
| 08   | Walter Haefner                           | Autohandel, Software                   | 6.5                  |
| 09   | Jorge Lemann                             | Beteiligungen                          | 6.5                  |
| 010  | Fürst Hans-Adam von und zu Liechtenstein | Bank, Beteiligungen, Immobilien, Kunst | 6.5                  |
| 011  | Familien Schindler, Bonnard              | Aufzüge, Fahrtreppen, Computer         | 6.5                  |
| 012  | Hansjörg Wyss                            | Medizinaltechnik                       | 6.5                  |

## Die Reichsten 2008

### Die reichsten Schweizer 2008
| Rang | Vermögen in Mrd. CHF | Name                            | Staatsbürgerschaft | Hauptursprung des Vermögens | Wirtschaftszweig          |
| ---- | -------------------- | ------------------------------- | ------------------ | --------------------------- | ------------------------- |
| 01   | 16–17 Mrd.           | Hoffmann und Oeri, Familien     | Schweiz            | Hoffmann-La Roche           | Pharma, Diagnostik        |
| 02   | 10–11 Mrd.           | Bertarelli, Familie             | Schweiz            | Serono                      | Pharma, Biotechnologie    |
| 03   | 9–10 Mrd.            | Wyss, Hansjörg                  | Schweiz            | Synthes Holding             | Medizinaltechnik          |
| 04   | 6–7 Mrd.             | Haefner, Walter                 | Schweiz            | Careal Holding              | Autohandel, Software      |
| 05   | 6–7 Mrd.             | Landolt-Sandoz, Familie         | Schweiz            | Sandoz-Familienstiftung     | Beteiligungen             |
| 06   | 4–5 Mrd.             | Firmenich, Familie              | Schweiz            | Firmenich                   | Parfums, Aromen           |
| 07   | 4–5 Mrd.             | Jacobs, Familie                 | Schweiz            | Jacobs Holding              | Beteiligungen, Schokolade |
| 08   | 4–5 Mrd.             | Mantegazza, Sergio und Geo      | Schweiz            | Globus Travel Services      | Tourismus                 |
| 09   | 4–5 Mrd.             | Schmidheiny, Thomas             | Schweiz            | Holcim                      | Zement                    |
| 10   | 3–4 Mrd.             | Familien Schindler, Bonnard     | Schweiz            | Schindler Holding           | Aufzüge                   |
| 11   | 3–4 Mrd.             | Lemann, Jorge P.                | Schweiz            | AmBev                       | Brauerei                  |
| 12   | 3–4 Mrd.             | de Picciotto, Edgar und Familie | Schweiz            | Union Bancaire Privée       | Bank                      |
| 13   | 3–4 Mrd.             | Schmidheiny, Stephan            | Schweiz            | Holcim                      | Zement                    |
| 14   | 2–3 Mrd.             | Beyeler, Ernst                  | Schweiz            | Fondation Beyeler           | Kunsthandel               |
| 15   | 2–3 Mrd.             | Blocher, Familie                | Schweiz            | Ems-Chemie                  | Chemie                    |
| 16   | 2–3 Mrd.             | Nordmann, Familien              | Schweiz            | Maus Frères Holding         | Einzelhandel              |

### Die reichsten ausländischen Staatsbürger mit Wohnsitz in der Schweiz 2008
| Rang | Vermögen in Mrd. CHF | Name                              | Staatsbürgerschaft   | Hauptursprung des Vermögens       | Wirtschaftszweig           |
| ---- | -------------------- | --------------------------------- | -------------------- | --------------------------------- | -------------------------- |
| 01   | 35–36 Mrd.           | Kamprad, Ingvar                   | Schweden             | IKEA                              | Möbel                      |
| 02   | 12–13 Mrd.           | Brenninkmeijer, Familie           | Niederlande          | C&A                               | Textilhandel               |
| 03   | 11–12 Mrd.           | Vekselberg, Viktor                | Russland             | SUAL, Tyumen Oil                  | Erdöl, Erdgas, Industrie   |
| 04   | 9–10 Mrd.            | Latsis, Familie                   | Griechenland         | EFG Bank European Financial Group | Bank                       |
| 05   | 7–8 Mrd.             | Dmitri Rybolowlew                 | Russland             | Uralkali                          | Beteiligungen              |
| 06   | 6–7 Mrd.             | Liebherr, Familie                 | Deutschland, Schweiz | Liebherr                          | Baumaschinen, Kühlschränke |
| 07   | 5–6 Mrd.             | Carvalho-Heineken, Charlene L. de | Niederlande          | Heineken                          | Bierbrauerei               |
| 08   | 5–6 Mrd.             | Ecclestone, Bernie                | Grossbritannien      | Formel 1                          | Automobilsport             |
| 09   | 5–6 Mrd.             | Finck, Familie August von         | Deutschland          | Merck Finck & Co                  | Bank                       |
| 10   | 5–6 Mrd.             | Kühne, Klaus-Michael              | Deutschland          | Kühne + Nagel                     | Transport, Logistik        |
| 11   | 5–6 Mrd.             | Peugeot, Familie                  | Frankreich           | Peugeot                           | Automobile                 |
| 12   | 4–5 Mrd.             | Aponte, Familie                   | Italien              | Mediterranean Shipping Company    | Reederei                   |
| 13   | 4–5 Mrd.             | Baus, Heinz-Georg                 | Deutschland          | Bauhaus                           | Baumärkte                  |
| 14   | 4–5 Mrd.             | Kipp, Karl-Heinz                  | Deutschland          | Massa-Märkte                      | Einzelhandel               |
| 15   | 4–5 Mrd.             | Onassis, Athina Hélène            | Griechenland         | Erbin von Aristoteles Onassis     | Reederei                   |
| 16   | 4–5 Mrd.             | Ströher, Erben                    | Deutschland          | Wella                             | Haarpflege-Konsumgüter     |
| 17   | 4–5 Mrd.             | Wertheimer, Gérard                | Frankreich           | Chanel                            | Luxus-Konsumgüter          |

## Die Reichsten 2007

### Die reichsten Schweizer 2007
| Vermögen in Mrd. CHF | Name                        | Staatsbürgerschaft | Hauptursprung des Vermögens | Wirtschaftszweig       |
| -------------------- | --------------------------- | ------------------ | --------------------------- | ---------------------- |
| 18–19 Mrd.           | Hoffmann und Oeri, Familien | Schweiz            | Hoffmann-La Roche           | Pharma, Diagnostik     |
| 12–13 Mrd.           | Bertarelli, Familie         | Schweiz            | Serono                      | Pharma, Biotechnologie |
| 8–9 Mrd.             | Wyss, Hansjörg              | Schweiz            | Synthes Holding             | Medizinaltechnik       |
| 7–8 Mrd.             | Haefner, Walter             | Schweiz            | Careal Holding              | Autohandel, Software   |
| 7–8 Mrd.             | Landolt-Sandoz, Familie     | Schweiz            | Sandoz-Familienstiftung     | Beteiligungen          |
| 7–8 Mrd.             | Schmidheiny, Thomas         | Schweiz            | Holcim                      | Zement                 |
| 5–6 Mrd.             | Picciotto, Familie Edgar de | Schweiz            | Union Bancaire Privée       | Bank                   |
| 4–5 Mrd.             | Firmenich, Familie          | Schweiz            | Firmenich                   | Parfums, Aromen        |
| 4–5 Mrd.             | Hayek, Nicolas G.           | Schweiz            | Swatch Group                | Uhren                  |
| 4–5 Mrd.             | Lemann, Jorge P.            | Schweiz            | AmBev                       | Brauerei               |
| 4–5 Mrd.             | Mantegazza, Sergio und Geo  | Schweiz            | Globus Travel Services      | Tourismus              |
| 4–5 Mrd.             | Familien Schindler, Bonnard | Schweiz            | Schindler                   | Aufzüge                |
| 4–5 Mrd.             | Schmidheiny, Stephan        | Schweiz            | Holcim                      | Zement                 |

### Die reichsten ausländischen Staatsbürger mit Wohnsitz in der Schweiz 2007
| Vermögen in Mrd. CHF | Name                              | Staatsbürgerschaft   | Hauptursprung des Vermögens       | Wirtschaftszweig           |
| -------------------- | --------------------------------- | -------------------- | --------------------------------- | -------------------------- |
| 35–36 Mrd.           | Kamprad, Ingvar                   | Schweden             | IKEA                              | Möbel                      |
| 15–16 Mrd.           | Brenninkmeijer, Familie           | Niederlande          | C&A                               | Textilhandel               |
| 14–15 Mrd.           | Vekselberg, Viktor                | Russland             | SUAL, Tyumen Oil                  | Erdöl, Erdgas, Industrie   |
| 13–14 Mrd.           | Latsis, Familie                   | Griechenland         | EFG Bank European Financial Group | Bank                       |
| 8–9 Mrd.             | Kühne, Klaus-Michael              | Deutschland          | Kühne + Nagel                     | Transport, Logistik        |
| 8–9 Mrd.             | Rybolovlev, Dmitry                | Russland             | Uralkali                          | Beteiligungen              |
| 7–8 Mrd.             | Peugeot, Familie                  | Frankreich           | Peugeot                           | Automobile                 |
| 6–7 Mrd.             | Carvalho-Heineken, Charlene L. de | Niederlande          | Heineken                          | Bierbrauerei               |
| 6–7 Mrd.             | Liebherr, Familie                 | Deutschland, Schweiz | Liebherr                          | Baumaschinen, Kühlschränke |
| 5–6 Mrd.             | Beisheim, Otto                    | Deutschland          | Metro AG                          | Gross- und Einzelhandel    |
| 5–6 Mrd.             | Ecclestone, Bernie                | Grossbritannien      | Formel 1                          | Automobilsport             |
| 5–6 Mrd.             | Finck, Familie August von         | Deutschland          | Merck Finck & Co                  | Bank                       |